# Zearalenon
Zearalenon (abgekürzt ZEA oder ZON) ist ein weit verbreitetes Mykotoxin. Es zählt zur Stoffgruppe der Fusarium-Toxine. Chemisch kann es als Makrolid und Resorcylsäure-Derivat (Resorcin-α-Carbonsäure-Derivat) aufgefasst werden, es ist also ein makrocyclisches Lacton. Die Biosynthese erfolgt über den Polyketid-Weg. Der Name leitet sich vom botanischen Namen für Mais, Zea mays, ab, auf dem die Substanz erstmals nachgewiesen wurde.

## Vorkommen
Zearalenon wird von verschiedenen Arten der ubiquitär verbreiteten Gattung Fusarium gebildet. Relevant ist das Vorkommen des Toxins in Nutzpflanzen, die von Fusarium graminearum beziehungsweise Fusarium culmorum befallen werden. Diese Schimmelpilze kommen in der gesamten gemäßigten Klimazone auf nahezu allen Getreidearten vor in geringer Menge vor. Zearalenon wird in den betroffenen Pflanzen immer von Mykotoxinen aus der Gruppe der Trichothecene wie Nivalenol und Deoxynivalenol begleitet. Häufig entstehen diese Substanzen nicht auf dem Feld, sondern erst bei der Lagerung des Getreides.

## Eigenschaften
Zearalenon ist eine weiße, kristalline Substanz. Es ist thermisch und chemisch so stabil, dass sein Gehalt in kontaminierten Lebensmittel weder durch Lagerung noch durch Zubereitung (Kochen, Backen) wesentlich verringert wird.

## Verwendung

Strukturformel des α-Zearalanols

Eine Vielzahl von Derivaten des Zearalenons wurden synthetisiert und auf ihre pharmakologische Wirksamkeit getestet. Verwendung findet das als α-Zearalanol bezeichnete 6-(6,10-Dihydroxy-undecyl)-β-resorcylsäurelacton, das sich aus Zearalenon durch Reduktion der Doppelbindung und der Keto-Gruppe ergibt, als Wachstumsförderer für Rinder. Dieser Einsatz ist seit 1989 in der EU verboten.

## Biologische Bedeutung
Zearalenon hat nur eine geringe akute Toxizität. Obwohl es kein Steroid ist, bindet es an die Östrogenrezeptoren in Gebärmutter, Hypothalamus und Hypophyse und wirkt daher als Östrogen. Es kann bei Kühen unverändert über die Milch ausgeschieden werden. In Hypothalamus und Hypophyse vermindert die Substanz über einen negativen feedback die Sekretion von LH. Seine Bindungsaffinität zu Östrogenrezeptoren ist etwa zehn- bis zwanzigfach geringer als die des 17-β-Estradiols, jedoch ist seine Halbwertszeit deutlich länger. Eine stete Zufuhr über die Nahrung führt zu Hyperöstrogenismus mit all seinen Symptomen und Folgen: Größen- und Gewichtszunahme der Gebärmutter, Störung des Menstruationszyklus, pathologische Veränderungen an den Ovarien, Scheinschwangerschaften, Aborten und Sterilität. Diese Wirkungen treten insbesondere beim Schwein und beim Menschen auf, während Rinder weniger betroffen und bei Hühnern kaum Wirkungen zu beobachten sind. Beim Schwein dominieren verzögerte Ovulationen und Eierstockzysten. Bei Jungsauen kann der hormonelle Regelkreis so stark gestört sein, dass kein Eisprung mehr stattfindet. Häufig treten Scheinträchtigkeiten auf. Die Störungen sind reversibel und klingen nach vier Wochen ohne weitere Aufnahme wieder ab.
Es besteht auch Grund zur Annahme, dass Zearalenon ursächlich für das Auftreten vorzeitiger pubertärer Veränderungen bei Kindern ist. Darüber hinaus führt Zearalenon zu einer deutlichen Senkung von Apolipoprotein E und könnte auf diesem Weg Dickdarm-, Lungen- und Brustkrebs begünstigen. Derzeit wird es von der Internationalen Agentur für Krebsforschung allerdings nur in Gruppe 3 eingeordnet. Bei Schweinen und Ratten wurde auch eine teratogene Wirkung nachgewiesen.
Die Östrogenwirkung des Zearalenons wird durch seinen Metabolismus weiter gesteigert: Im Körper erfolgt ein reduktiver Umbau, der über die Reduktion der Keto-Gruppe und der Doppelbindung zu vier verschiedenen Derivaten (darunter auch oben genanntes α-Zearalanol) führt, die überwiegend deutlich wirksamer sind.

## Sicherheitshinweise und lebensmittelrechtliche Regelung
Zearalenon ist von nur geringer akuter Toxizität (LD50(Maus, oral) > 2000 mg/kg, LD50(Ratte, oral) > 10000 mg/kg). Diese Werte sind durch die Aufnahme kontaminierter Nahrungsmittel de facto nicht zu erreichen. Aufgrund der Östrogenwirkung wurde ein TDI (tolerable daily intake, tolerierbare tägliche Aufnahme) von 0,2 µg/kg durch den Wissenschaftlichen Lebensmittelausschuss der Europäischen Kommission beschlossen.
In der EU werden die Höchstmengen an Mykotoxinen wie Zearalenon in Lebensmitteln durch die Verordnung (EG) Nr. 1881/2006 geregelt. Die jeweiligen Höchstgrenzen hängen dabei vom Erzeugnis ab und orientieren sich auch daran, was durch gute Herstellungspraxis oder gute landwirtschaftliche Praxis erreichbar ist. Für Zearalenon gibt es verschiedene – auch von der Verarbeitung abhängige – Grenzwerte für: zum unmittelbaren menschlichen Verzehr bestimmter Mais und Erzeugnisse auf Maisbasis (100 µg/kg), Getreide, Getreidemehl, Kleie und Keime (75 µg/kg), Brot und Backwaren (50 µg/kg) und Getreideerzeugnisse zur Herstellung diätischer Lebensmittel für Säuglinge und Kleinkinder (20 µg/kg). Höhere Grenzwerte sind in unverarbeitetem Getreide (100 µg/kg), Mais (350 µg/kg), sowie raffiniertem Maisöl (400 µg/kg) zulässig.

## Weiterführende Literatur
- C. Böhm: Entwicklung einer immunanalytischen Methode für die Probenvorbereitung von Deoxynivalenol und Zearalenon in Lebens- und Futtermitteln. (PDF; 658 kB) Dissertation, Universität Wien, 2009